# Ceratostylis leucantha
Ceratostylis leucantha är en orkidéart som beskrevs av Rudolf Schlechter. Ceratostylis leucantha ingår i släktet Ceratostylis och familjen orkidéer. Inga underarter finns listade i Catalogue of Life.